# 函館太洋倶楽部
函館太洋倶楽部（はこだてオーシャンくらぶ）は、北海道函館市に本拠地を置き、日本野球連盟に加盟する社会人野球のクラブチームである。

## 概要
チーム結成は1907年であり、現存するクラブチームの中で最も長い歴史を持つ。戦前や戦後直後の都市対抗野球大会はまさに都市ごとのクラブチームのトーナメントであったことから、函館太洋倶楽部も14回の出場歴を有する。
函館は海に囲まれた港町であり、海原のごとく首途洋々としたチームであれとの願いから太洋と記してオーシャン（OCEAN）と命名された。
練習グラウンドとして使用している、函館市内にある千代台公園野球場は、同チームに因んで「オーシャンスタジアム」という愛称が付与されている。
1922年、後の日米野球で全日本チームの主将を務めることになる名捕手の久慈次郎が入団する。チームの大黒柱として活躍していたが、1939年8月19日の試合中に牽制球を頭部に受け、2日後に死亡する。棺を乗せた列車は、停車駅ごとで熱烈な野球ファンに見送られたと言われている。1947年の都市対抗野球大会から、彼の名を冠し敢闘賞として「久慈賞」が設けられた。
2006年にはチーム創設100周年にあたることから、全日本クラブ野球選手権大会への推薦出場を果たした。

## 設立・沿革
- 1907年 北海道師範学校を卒業し函館の弥生小学校に赴任した下河原清を中心にチーム設立。
- 1928年 都市対抗野球大会初出場（初戦敗退）。以後、1954年まで15回出場。
- 1942年 明治神宮競技大会野球競技初出場（優勝）。
- 1976年 全日本クラブ野球選手権大会初出場（4強）。以後、2010年まで16回出場。

## 主要大会の出場歴・最高成績
- 都市対抗野球大会　出場14回
- 全日本クラブ野球選手権大会　出場16回、準優勝2回（1986年,1987年）

## 在籍していた人物
- 猪子利男
- 久慈次郎（大日本東京野球倶楽部【現在の読売巨人軍】初代主将）
- 築地俊龍
- 永沢富士雄（読売巨人軍初代4番打者）
- 伏見五郎
- 木村一（後のコメディアン・益田喜頓）

## 元プロ野球選手の競技者登録
- 中山俊之コーチ（元：読売ジャイアンツ）